# Ештон (Илиноис)
Ештон (енгл. Ashton) град је у америчкој савезној држави Илиноис.

## Демографија
По попису из 2010. године број становника је 972, што је 170 (-14,9%) становника мање него 2000. године.
| Група             | 2000.         | 2010.       |
| Белци             | 1.097 (96,1%) | 905 (93,1%) |
| Афроамериканци    | 12 (1,1%)     | 13 (1,3%)   |
| Азијати           | 0 (0,0%)      | 4 (0,4%)    |
| Хиспаноамериканци | 27 (2,4%)     | 42 (4,3%)   |
| Укупно            | 1.142         | 972         |